# Шульгін Василь Віталійович
Васи́ль Віта́лійович Шульгі́н (13 січня 1878, Київ — 15 лютого 1976, Владимир) — російський політичний діяч, публіцист, за освітою правник. Відомий своїми націоналістичними поглядами, підтримкою російської монархії, антисемітизмом та українофобією. Після Жовтневого перевороту 1917 р. був активним членом і одним з ідеологів Білого руху.

## Життєпис
Василь Шульгін народився в Києві — син професора історії Київського університету Св. Володимира Віталія Яковича Шульгина, засновника часопису «Киевлянин» у 1864 році. Його хрещеним батьком був Микола Бунге. Шульгін рано залишився без батька і виховувався вітчимом — професором політекономії університету Д. І. Піхно (1853–1909). Він одержав типове дворянське домашнє виховання та освіту: закінчив 2-гу Київську гімназію і юридичний факультет університету Св. Володимира (1900). Ще зі студентських років Шульгін проявив себе антисемітом, але виступав проти єврейських погромів. Він досить рано розпочав політичну кар'єру — у двадцять вісім років молодий поміщик вже був обраний від Волинської губернії в депутати II (а потім ІІІ і IV) Державної думи Російської імперії, де з перших днів заявив себе запеклим прибічником фракції правих та царського уряду.
Після смерті Д. І. Піхна до рук Василя Шульгіна переходить керування редакцією і виданням щотижневика «Киевлянин» (1913–1919), газета набуває різко шовіністичного, антиукраїнського напряму.
Невдовзі після початку Лютневої революції 1917 року Шульгін стає членом Тимчасового комітету Державної думи. 2 березня 1917 року він разом з О. І. Гучковим виїжджає до царської ставки, де бере участь у зреченні від престолу російського імператора Миколи ІІ Романова.
Після Жовтневого більшовицького перевороту 1917 року Шульгін став одним з ідеологів Білого руху, був одним із засновників білогвардійської Добровольчої армії, членом Особливої ради, активно співпрацював з А. І. Денікіним і П. М. Врангелем. У березні 1918 року створив у Києві конспіративну білогвардійську організацію «Азбука», відкрив часопис «Великая Россия», на сторінках якого боровся з новою владою. З 1920 року — в Югославії, згодом у Франції, Польщі і з 1931 знову в Югославії — в місті Сремські Карловці, в осередку російських білогвардійців-врангелівців.
Узимку 1925–1926 років Шульгін з фальшивим паспортом відвідав Ленінград, Москву і Київ (про свої враження від цієї поїздки написав спогади «Три столицы», 1927). З 1931 року, за його словами, взагалі відходить від політичної активності й оселяється зі своєю другою дружиною Марією Дмитрівною, дочкою генерала Сидельникова, в місті Сремські Карловці.
У січні 1945 року був арештований радянськими окупаційними органами в Югославії, вивезений до Москви й засуджений до 25-річного ув'язнення. У 1956 році достроково звільнений, після звільнення жив у Владимирі, до нього з дозволу радянської влади з Югославії приїхала дружина.
Помер у Владимирі на 99-му році життя. Реабілітований у 2001 році.

## Публікації
Шульгін є автором декількох книг, що вважаються антиукраїнськими і антиєврейськими:
- «Об антисемитизме в России» (1929)
- «Что нам в них не нравится?» (1930)
- «Украинствующие и мы!» (1939)
- «Le plus grand mensonge du XXe siècle. L'Ukraine» (1939)

Його перу належать спогади:
- «1920-й год» (1921)
- «Дни» (1927, про лютневу революцію)
- «Приключения князя Воронецкого» (1934)

В СРСР посмертно було видано його спогади:
- «Годы. Воспоминания бывшего члена Государственной думы» (1979)